# Bill Johnson
Bill Johnson (Dakota del Sur, 1956) es un escritor estadounidense adscrito a los géneros de la ciencia ficción y fantasía. Johnson ha recibido diversos reconocimientos, entre ellos el Premio Hugo al mejor relato en 1998 por We Will Drink a Fish Together y el Asimov's Reader Poll Award 1998 por el mismo trabajo.
Su carrera literaria la inició en 1975 cuando asiste al Clarion Science Fiction Writer's Workshop, mientras que su primera publicación sería en la antología Clarion SF de Kate Wilhelm con la ficción corta Stormfall (1977).

## Obras
Ficción corta
- Stormfall (1977)
- Meet Me at Apogee (1982)
- Respect (1985)
- Solstice (1986)
- Business as Usual (1986)
- On the Net (1986)
- A Special Offer (1988)
- A Matter of Thirst (1989)
- Vote Early, Vote Often (1990)
- Evelyn's Children (1991)
- Streetwise (1992)
- One Quiet Night (1992)
- Send Random Romantic (1992)
- Motivational Engineers (1996)
- We Will Drink a Fish Together . . . (1997)
- Every Choice Has a Price (1999)
- The Vaults of Permian Love (1999)
- Uncertainly Yours (1999)
- Mama Told Me Not to Come (2002)
- Chumbolone (2011)

Colecciones
- Dakota Dreamin' (1999)

## Premios y nominaciones
| Galardón             | año  | Obra                             | Tipo         | Resultado |
| -------------------- | ---- | -------------------------------- | ------------ | --------- |
| Premio Hugo          | 1998 | We Will Drink a Fish Together... | Novela corta | Ganador   |
| Asimov's Reader Poll | 1998 | We Will Drink a Fish Together... | Novela corta | Ganador   |
| Premio Nébula        | 1998 | We Will Drink a Fish Together... | Novela corta | Nominado  |
| Premio Locus         | 1998 | We Will Drink a Fish Together... | Novela corta | 8º lugar  |
| Premio Locus         | 1983 | Meet Me At Apogee                | Relato corto | 27º lugar |